# Pterorhynchus
Pterorhynchus fue un género de pterosaurio ranforrincoideo ranforrínquido del período Jurásico Superior hallado en la formación Daohugou de Mongolia Interior, en China. 
El género fue nombrado en 2002 por Stephen Czerkas y Ji Qiang. La especie tipo es Pterorhynchus wellnhoferi. El nombre del género se deriva del griego pteron, "ala" y rhynchos, "hocico", en referencia a la alta cresta de la cabeza. El nombre de la especie honra al investigador alemán de pterosaurios Peter Wellnhofer.
El género está basado en el holotipo CAGS02-IG-gausa-2/M 608 (antes DM 608). Fue hallado en Chifeng en los Lechos Daohugou. De acuerdo a Ji Pterorhynchus pertenece a la Biota de Yanliao de la formación Haifanggou del Calloviense; Lü Junchang en 2007 lo adscribió a la algo más tardía formación Tiaojishan de la misma etapa. 
Es te espécimen tipo consiste de un esqueleto casi completo y articulado con restos del  integumento. Estos incluyen la membrana del ala, estructuras similares a pelo, una larga versión del timón hallado al final de las colas de los "ranforrincoides", y una cresta craneal con tanto una baja base ósea como una gran extensión de queratina; esta última característica es inusual en los "ranforrincoides" (es decir, pterosaurios primitivos), ya que los fósiles de éstos no muestran frecuentemente crestas craneales. La parte frontal de la extensión continuaba el borde principal de la base ósea, extendiéndose hasta un ángulo agudo; luego se curvaba hacia atrás a la base del cráneo en una curva redondeada. La cresta cubría los dos tercios posteriores de la cabeza, mostrando la presencia de grandes escamas ovaladas y estaba reforzada por una docena de surcos que corrían paralelos hasta el borde redondeado final. En la base un patrón vertical es visible, interpretado como correspondiente al patrón de color de camuflaje original. Los descriptores asignaron una función principalmente aerodinámica a la cresta, la cual se refleja en el nombre del género. Los pelos fueron descritos como filamentados o plumáceos como es visto en los correspondientes a la fase II de la evolución de las plumas y es una indicación de que el pelo de los pterosaurios y las plumas de los dinosaurios eran homólogos. El ejemplar del tipo tenía un alargado cráneo de 11.8 centímetros de largo, una larga cola,  y una envergadura de cerca de 85 centímetros. 
Los descriptores asignaron a Pterorhynchus a la familia de los Rhamphorhynchidae. En el libro de David Unwin The Pterosaurs: From Deep Time se lo considera como un género del Cretácico, pero esto se basa en información anticuada. Él también sugirió que era un escafognatino, relacionado con Scaphognathus.